# Andrea Loberto
Andrea Loberto (Milano, 7 novembre 1974) è un allenatore di calcio italiano.

## Carriera
Ha iniziato nelle giovanili del Leeds United , è entrato a far parte dello staff tecnico dei norvegesi del Vålerenga a gennaio 2005. Ha ricoperto diverse posizioni all'interno del club e ne ha fatto parte fino al 2013. Dal 1º gennaio 2014 è infatti passato al Rosenborg.
Il 13 novembre 2015, l'Haugesund ha annunciato d'aver ingaggiato Loberto come assistente dell'allenatore Mark Dempsey, con l'italiano che si è legato al club con un contratto triennale, valido a partire dal 1º gennaio 2016.
A seguito della separazione tra l'Haugesund e lo stesso Dempsey, Loberto è stato nominato al suo posto come tecnico della squadra in data 14 luglio 2016. Il 16 luglio ha quindi affrontato la sua prima partita da allenatore della squadra, vinta per 4-1 sul Viking.
Il 12 agosto 2016, l'Haugesund ha reso noto che Eirik Horneland sarebbe diventato il nuovo allenatore della squadra a partire dal 15 ottobre successivo. Nello stesso comunicato, Loberto è stato confermato come tecnico fino a quella data.
Il 23 novembre 2016, Loberto è stato nominato nuovo tecnico del Fredrikstad, dal 1º gennaio 2017: l'italiano ha firmato un accordo triennale. Il 27 ottobre 2017, con il Fredrikstad in piena lotta per non retrocedere, Loberto ha rassegnato le proprie dimissioni dall'incarico.
Il 12 gennaio 2018, è stato scelto come assistente di Lars Bohinen all'Aalesund. Il 22 gennaio 2021 ha lasciato l'incarico. Sempre nel 2021 è vice allenatore del Brann, nel 2022 lo è del Valerenga e dal 2023 allo Stabaek. 
Dal 1 gennaio 2025 è collaboratore tecnico del Saint Etienne in Francia.